# Fauvette à lunettes
Curruca conspicillata
Espèce
Statut de conservation UICN

 LC  : Préoccupation mineure
La Fauvette à lunettes (Curruca conspicillata) est une espèce de passereaux appartenant à la famille des Sylviidae.

### Reproduction

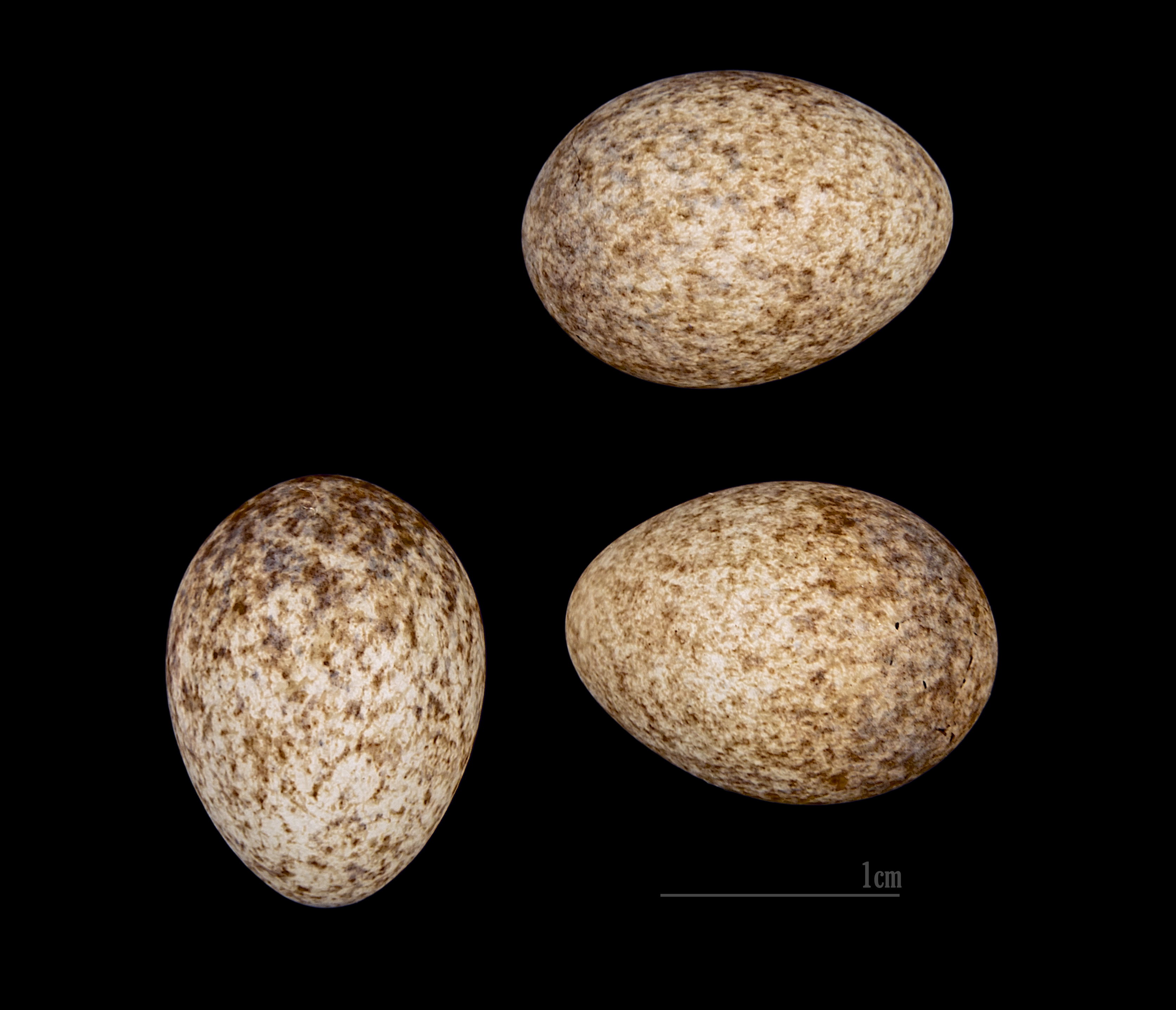
Œufs de Curruca conspicillata Muséum de Toulouse

## Systématique
L'espèce a été décrite par l'ornithologue Coenraad Jacob Temminck en 1820.
La fauvette à lunettes faisait anciennement partie du genre Sylvia, mais a depuis été reclassée dans le genre Curruca après que celui-ci a été séparé de Sylvia.